# Holybourne
Holybourne är en ort i civil parish Alton, i distriktet East Hampshire, i grevskapet Hampshire, i England. Orten hade 1 303 invånare år 2021. Holybourne var en civil parish fram till 1932 när blev den en del av Alton. Civil parish hade 507 invånare år 1931. Byn nämndes i Domedagsboken (Domesday Book) år 1086, och kallades då Haliborne.